# 에른스트 모리츠 아른트

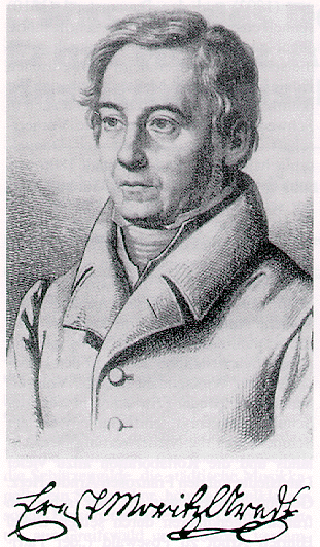
에른스트 모리츠 아른트

에른스트 모리츠 아른트(독일어: Ernst Moritz Arndt, 1769년 12월 26일 ~ 1860년 1월 29일)은 독일의 민족주의운동가이자 시인, 작가이다.
뤼겐 섬의 부농의 아들로 태어나 1787년 슈트랄준트로 이주하여 4년 뒤에 그라이프스발트 대학교에 진학, 신학과 역사학을 배웠다. 2년 뒤에는 예나 대학교로 옮겨 요한 고틀리프 피히테의 지도를 받았다. 역사학과와 신학과 학교 과정을 끝내고 돌아와서 개인교사일과 신학자이자 목사 지망생, 설교자로서 일하지만, 그만두고 전국을 여행한다. 도중 프랑스군에 의해 역사적 건축물이 파괴되는것을 목격한 아른트는 민족주의와 반프랑스 감정을 가지게 되었다. 이후 농노제 폐지 운동에 참가하던 중, 나폴레옹 보나파르트가 프랑스를 제패하고 유럽에 눈을 돌리기 시작하자, 1806년 《시대의 정신》(Geist der Zeit)이라는 책을 발간하여 반프랑스 운동을 촉진했다. 그러나 나폴레옹 1세의 분노를 산 에른트는 스웨덴으로 망명하였고 3년 뒤인 1809년 독일로 돌아오면서 〈Was ist das deutsche Vaterland?〉를 작사했는데 이는 곧 대학생들 사이에서 널리 불리며 사실상 비공식적인 독일의 국가로 자리매김했다. 또한 민족주의 성향의 여러 글을 기고함으로써 독일의 민족주의를 고취시켰고, 부르센샤프트 운동에도 적극적으로 참여했다.
나폴레옹의 몰락 후, 아른트는 한결 기대하였으나 35개의 나라로 쪼개어진 독일의 통일은 요원하였다. 1818년 본 대학교의 교수로서 대학생들의 부르센샤프트 운동을 지원하였고, 메테르니히가 주도한 카를스바트 결의로 보수 반동적인 정치 체제가 성립되자 이를 신랄하게 비판하였다. 그 결과 그는 잠시 정부에 의해 반체제 인사로 낙인찍혀 체포되기도 했다. 1840년이 되어서야 해금되어 다시 교수에 임명된 그는 1848년 프랑크푸르트 국민회의 의원으로도 참가하여 독일의 빠른 통일을 촉구하였다. 또한 당시 프로이센의 국왕인 프리드리히 빌헬름 4세에게 황제에 올라 독일을 안정시켜줄 것을 요구했으나, 국왕은 이를 거절하였다.
이후 저술활동에 힘쓰다가 1860년, 90세를 일기로 사망하였다.

## 같이 보기
- 그라이프스발트